# Ону (село)
Ону (фр. Auneau) насеље је и општина у централној Француској у региону Центар (регион), у департману Ер и Лоар која припада префектури Шартр.
По подацима из 2011. године у општини је живело 4167 становника, а густина насељености је износила 244,4 становника/km². Општина се простире на површини од 17,05 km². Налази се на средњој надморској висини од 150 метара (максималној 157 m, а минималној 120 m).

## Демографија
| 1962. | 1968. | 1975. | 1982. | 1990. | 1999. | 2011. |
| ----- | ----- | ----- | ----- | ----- | ----- | ----- |
| 2.014 | 2.358 | 2.791 | 3.183 | 3.098 | 3.880 | 4.167 |

График промене броја становника у току последњих година